# Großer Wollschweber
Der Große Wollschweber (Bombylius major) ist eine Art aus der Familie der Wollschweber innerhalb der Ordnung der Zweiflügler (Diptera).

## Merkmale
Die Art erreicht eine Körperlänge von 9 bis 12 Millimetern. Der Körper ist vom Kopf bis zum Hinterleib sowie auch seitlich dicht pelzig braun bis gelblich-beige behaart. Am Mesonotum und Schildchen (Scutellum) befinden sich aufrechte gelbliche bis sandfarbene Härchen. Auffällig ist der 5,5 bis 7,7 Millimeter lange Saugrüssel, der in Ruhelage meist gerade nach vorne gestreckt ist. Die dunklen Fühler sind ebenfalls nach vorne gestreckt und sind basal rotbraun beborstet. Am Vorderrand der Flügel ist eine dunkle, breite, nach hinten gezackte Binde zu erkennen, die hintere Flügelhälfte ist durchsichtig. Schenkel (Femora), Knie bzw. der untere Teil der Schienen (Tibien) und Tarsen sind rotbraun gefärbt und beborstet. Die Klauen und deren Pulvilli sind eher klein. 

### Ähnliche Arten
Der Große Wollschweber kann leicht mit dem größeren Gefleckten Wollschweber (Bombylius discolor) verwechselt werden, der dunkel gefleckte Flügel besitzt. Der Große Wollschweber lässt sich aber auch durch die schwarzen Haare hinten am Augenrand von ähnlichen Arten gut unterscheiden.

## Vorkommen und Lebensraum
Die Art ist in Europa, Nordafrika, Asien und Nordamerika weit verbreitet. Man findet sie an Weg- und Waldrändern, Lichtungen, Wiesen und gelegentlich auch in Gärten, meist in der Nähe von Kolonien der Solitärbienen und Grabwespen. Sie sind häufig und weit verbreitet, die Flugzeit ist von April bis Juni.

## Lebensweise
Die Larven entwickeln sich parasitoid, unter anderem ernähren sie sich von Larven der Solitärbienen, Grabwespen und bestimmten Schmetterlingen, wie zum Beispiel Eulenfalterarten. 
Die Imagines hingegen nehmen nur Nektar zu sich, den sie ähnlich wie Kolibris schwebend saugen. Sie können durch ein Sonnenbad aufgeheizt beachtlich schnell fliegen und sind sehr wendig. Männchen zeigen ein Revierverhalten, denn sie verteidigen bevorzugte Sitzplätze, um dort auf Weibchen zu warten. Bei der Paarung, die einige Minuten dauert, sind Männchen und Weibchen mit den Hinterleibsspitzen verbunden. Nach der Paarung legt das Weibchen die blassgelben, reiskornförmigen und etwa 0,5 Millimeter großen Eier vor die Eingänge der Wirtsnester; dabei benetzt es die Eier zum Schutz mit Sand. Die geschlüpften und sehr beweglichen Larven dringen eigenständig in die Wirtsnester ein und ernähren sich zunächst von den Vorräten und später von den Wirtslarven. Die Larven der Großen Wollschweber sind anfangs mit beweglichen Beinen ausgestattet, nach der ersten Häutung besitzen sie eine madenartige, beinlose Gestalt und können sich nur schlecht bewegen. Sie überwintern als Puppe, die Imagines schlüpfen ab März.

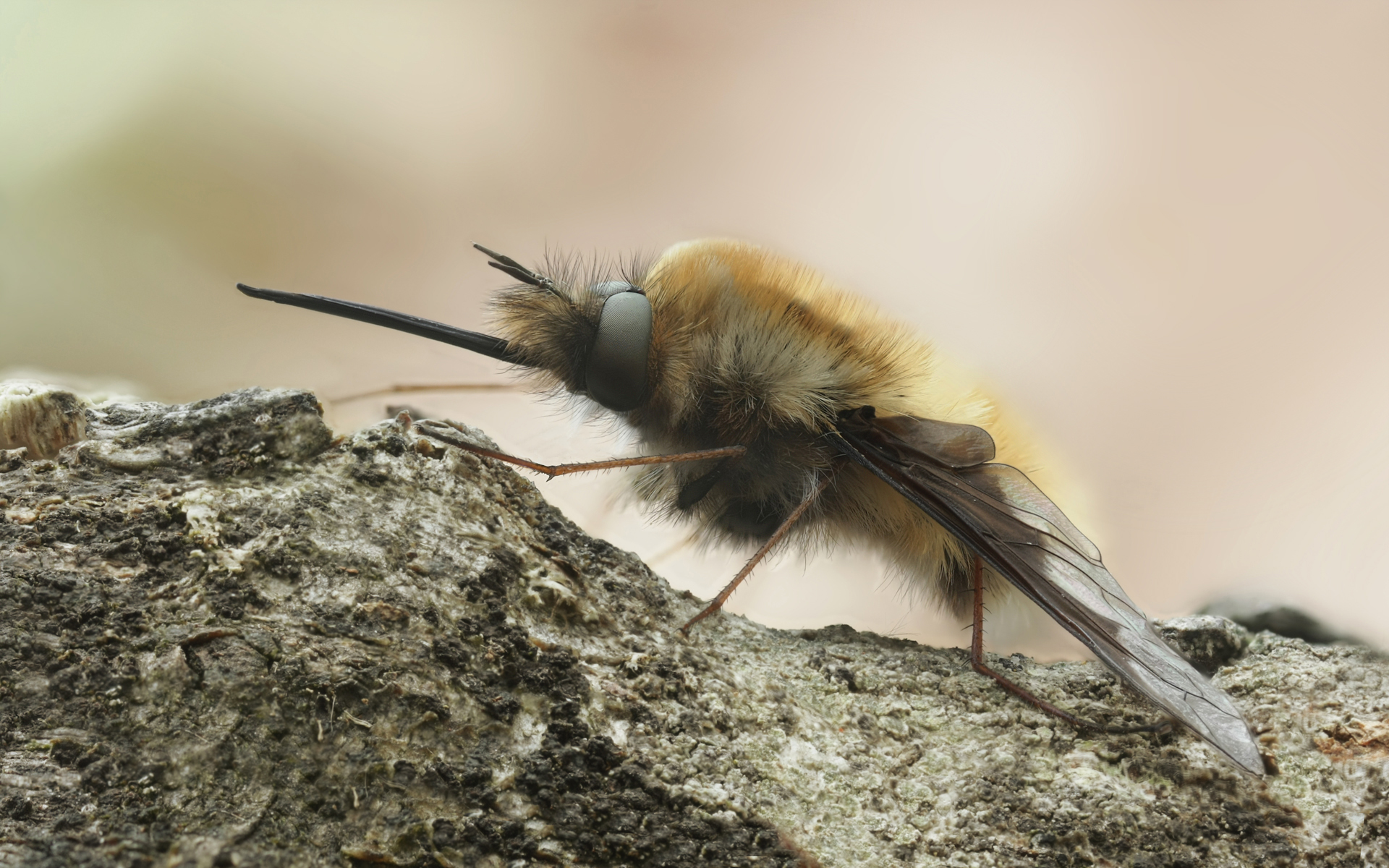
Seitenansicht
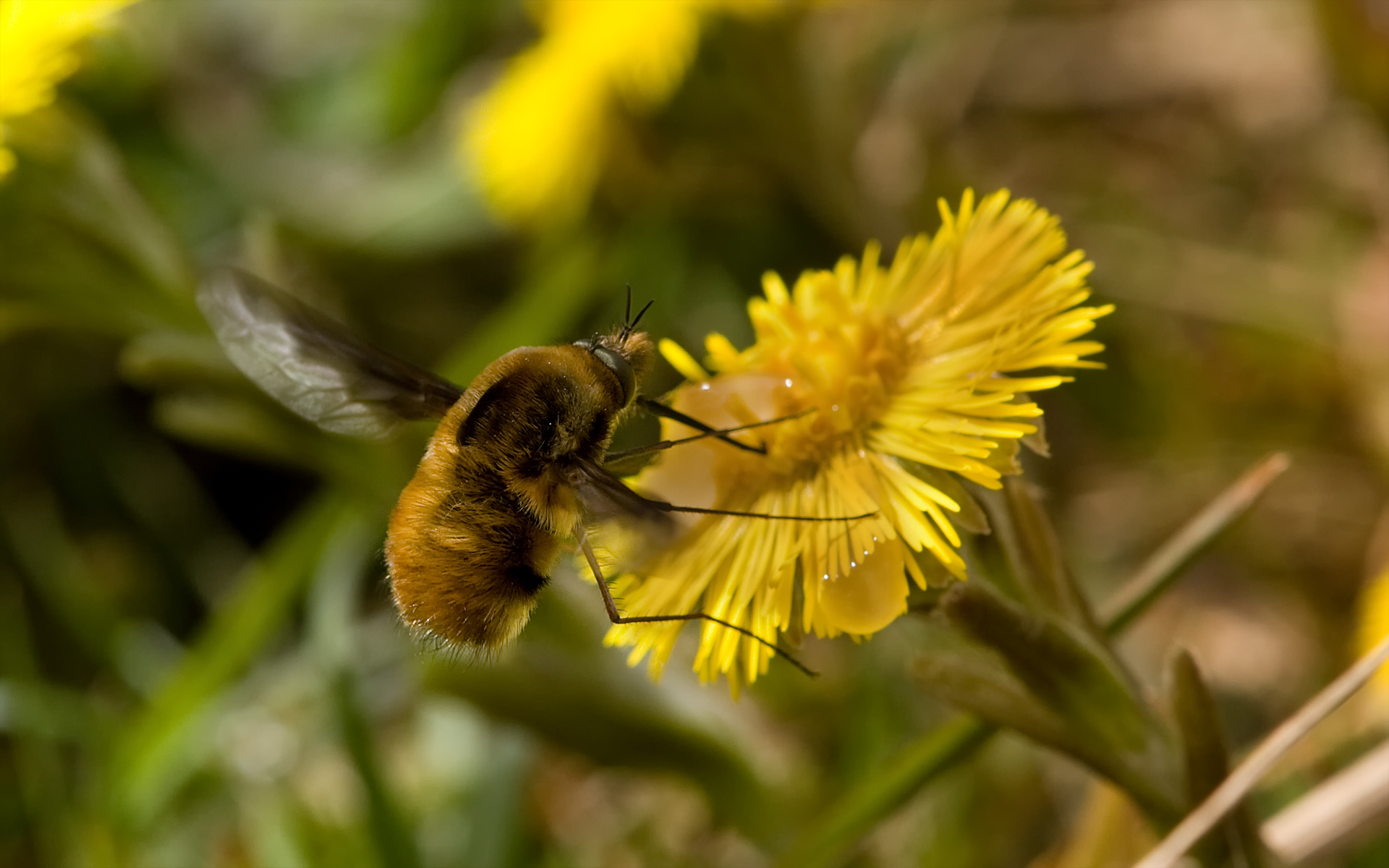
Großer Wollschweber schwebend an Huflattich (Tussilago farfara)
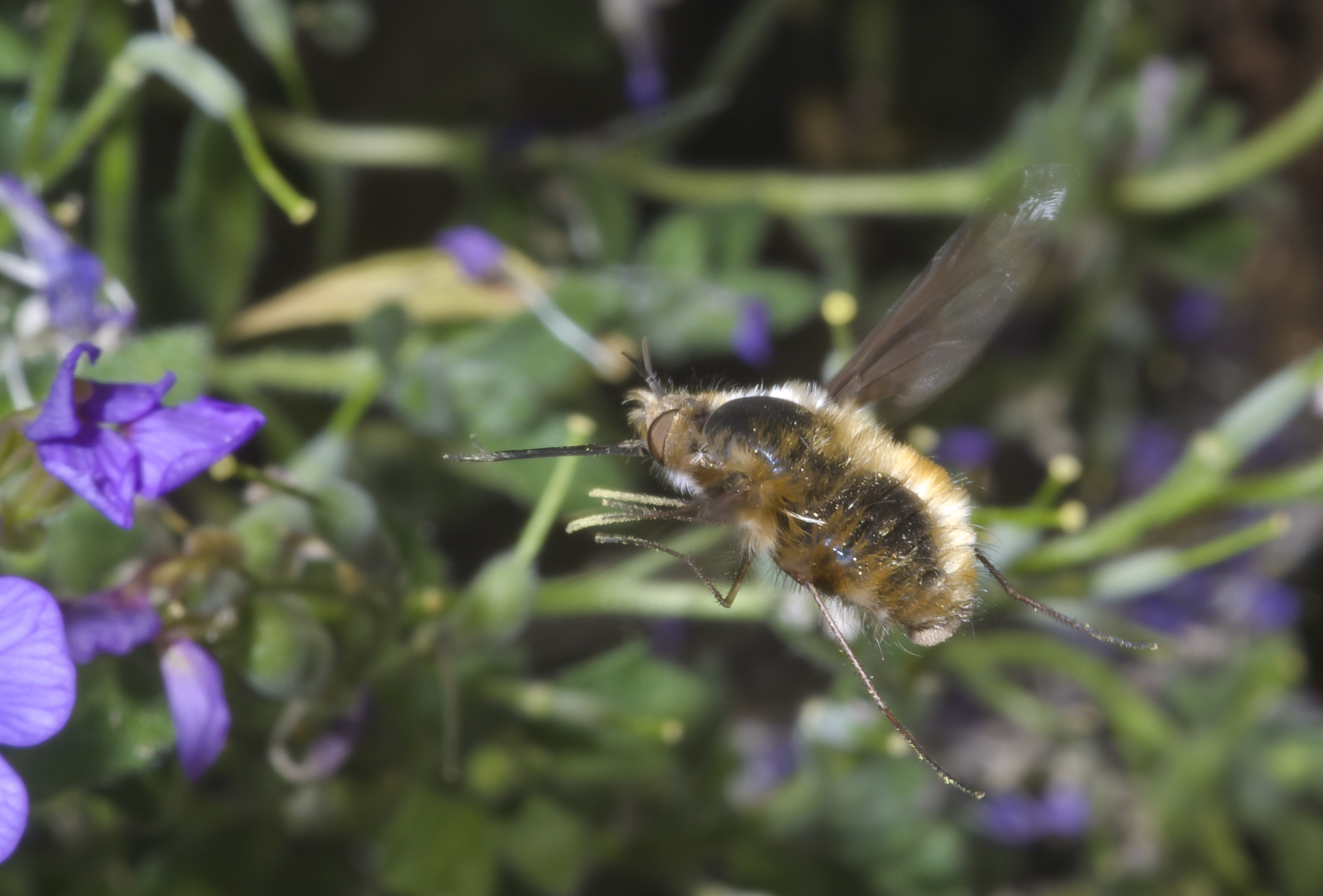
Im Flug
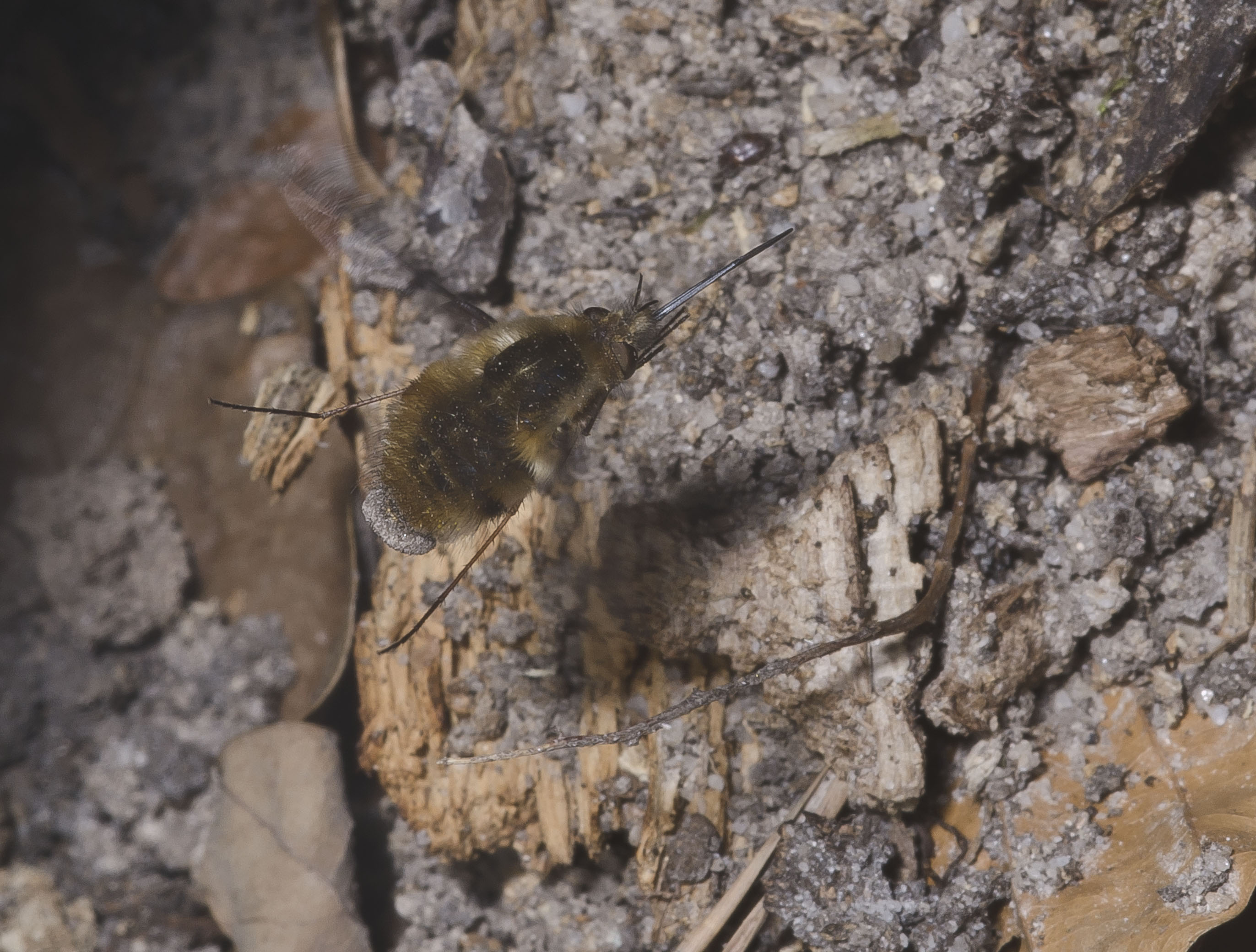
Weibchen mit Eipaket
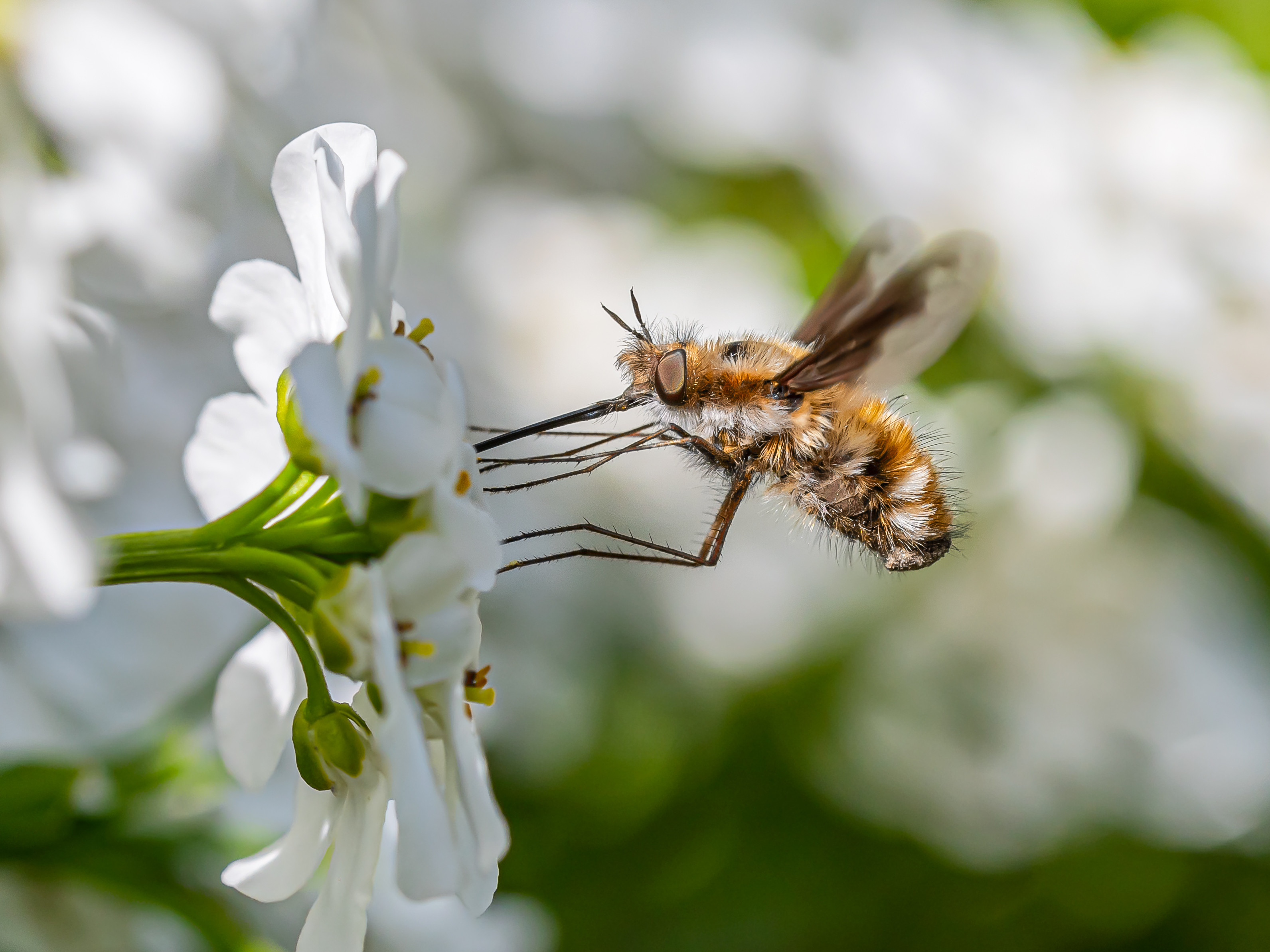
Großer Wollschweber an Schleifenblume
- Beim Sonnenbaden (Video, 2m 10s)